# 宇文连
宇文连（？—524年），宇文泰的二哥，追封杞简公。妻贺拔氏。

## 生平
幼年谨厚，对敌果毅。随父亲宇文肱逼近定州，在唐河会战，一起阵亡。保定初年，追赠使持节、太傅、柱国大将军、大司徒、大都督、定州冀州等十州诸军事、定州刺史；封杞国公，邑五千户；谥号简。
子宇文元宝为高欢所害。於同時追赠大将军、小司徒、大都督、幽州燕州等六州诸军事、幽州刺史。袭爵杞国公，谥号烈。以章武公宇文导子宇文亮为宇文元宝嗣子，後宇文亮弟宇文椿繼嗣。

## 延伸阅读
[在维基数据编辑]
 《周書·卷10》，出自令狐德棻《周書》
 《北史·卷057》，出自李延壽《北史》

## 资料来源
- 北朝公爵列表#杞國
- 《周書 卷十 列传第二》
- 《北史 卷五十七 列传第四十五》